# Bita
Bita (ungarisch und deutsch Bita) ist ein Dorf in der Gemeinde Reci im Kreis Covasna in der Region Siebenbürgen in Rumänien.

## Lage

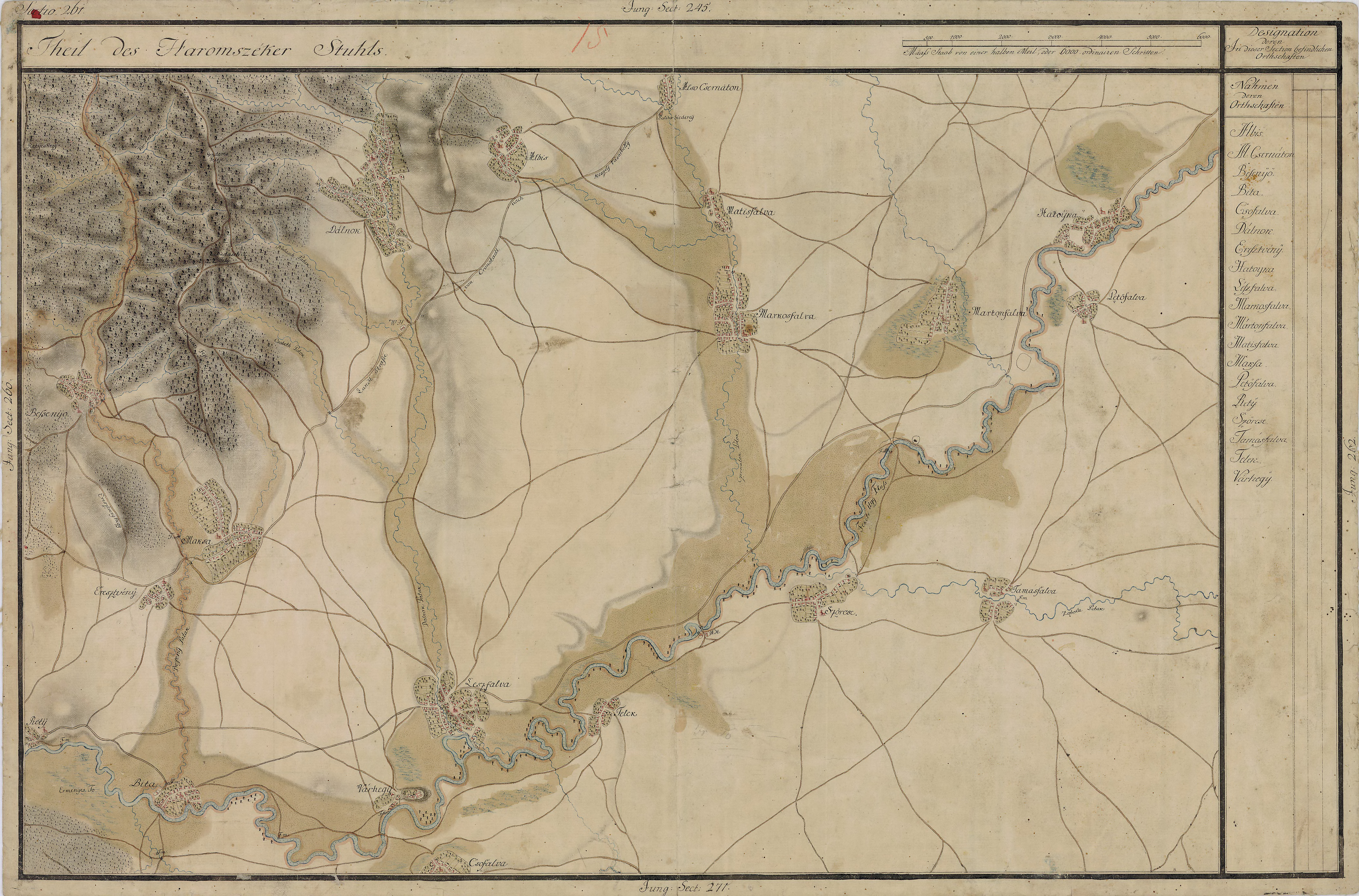
Josephinische Landaufnahme von Bita (unten links).

Bita liegt 14 km südwestlich von Sfântu Gheorghe. An Bita fließt der Fluss Râul Negru (ung. Feketeügy) vorbei.

## Geschichte
Im 19. Jahrhundert war das Dorf von Szeklern besiedelt. Anfangs gehörte Bita zum Komitat Oderhellen und später zum Komitat Háromszék.

## Bevölkerung
Im Jahr 2002 lebten 305 Menschen in Bita, darunter alle Ungarn. Bei der Volkszählung 2011 wurden 285 Einwohner registriert.

## Persönlichkeiten
- András Szábo (1871–1957), klassischer Philologe und Übersetzer